# آخرین میان‌یخبندان
آخرین بین‌یخبندان (انگلیسی: Last Interglacial)، که همچنین به عنوان دوران میان‌یخبندان امین (Eemian) شناخته می‌شود، دوره میان‌یخچالی بود که حدود ۱۳۰۰۰۰ سال پیش در پایان دوره یخبندان ماقبل آخر آغاز شد و حدود ۱۱۵۰۰۰ سال پیش در آغاز آخرین عصر یخبندان به پایان رسید. مطابق با مرحله ایزوتوپ دریایی 5e است.
این دومین تا آخرین دوره بین‌یخبندان عصر یخبندان کنونی بود، که جدیدترین آنها هولوسن است که تا به امروز گسترش یافته است (پس از آخرین دوره یخبندان). در طول آخرین بین‌یخبندان، نسبت CO2 در جو حدود ۲۸۰ ذره در میلیون بود.